# ایرج مقدم
ایرج مقدم در دولت ژنرال ازهاری وزیر نیرو بود و پس از انقلاب ایران خودکشی کرد.

## زندگی خود
وی در تهران به دنیا آمد و به ارتش پیوست و بعد به ارتش پیوست و تا درجه سپهبدی ارتقا یافت. او تا پایان آذرماه ۱۳۵۷ در دولت غلامرضا ازهاری وزیر نیرو بود. و بعد از انقلاب ایران خودکشی کرد.